# Тэнасе, Анка
Анка Тэнасе (рум. Anca Tănase; род. 15 марта 1968, Bunești, Васлуй), в замужестве Руйкан (рум. Ruican) — румынская гребчиха, выступавшая за сборную Румынии по академической гребле в 1980-х и 1990-х годах. Чемпионка летних Олимпийских игр в Атланте, двукратная чемпионка мира, победительница и призёрка многих регат национального значения.

## Биография
Анка Тэнасе родилась 15 марта 1968 года в коммуне Бунешти, жудец Васлуй, Румыния.
Дебютировала в гребле на международной арене в сезоне 1986 года, когда вошла в состав румынской национальной сборной и выступила на юниорском мировом первенстве в Чехословакии, где заняла четвёртое место в зачёте распашных рулевых восьмёрок.
В 1989 году в восьмёрках одержала победу на взрослом чемпионате мира в Бледе.
На мировом первенстве 1993 года в Рачице попасть в число призёров не смогла — в парных четвёрках сумела квалифицироваться лишь в утешительный финал B и расположилась в итоговом протоколе соревнований на седьмой строке.
В 1994 году на чемпионате мира в Индианаполисе стала четвёртой в безрульных четвёрках и получила бронзу в рулевых восьмёрках — пропустила вперёд экипажи из Германии и Соединённых Штатов.
На мировом первенстве 1995 года в Тампере заняла шестое место в безрульных двойках и стала серебряной призёркой в рулевых восьмёрках, уступив в финале американским спортсменкам.
Благодаря череде удачных выступлений удостоилась права защищать честь страны на летних Олимпийских играх 1996 года в Атланте — в составе экипажа, куда также вошли гребчихи Лильяна Гафенку, Вероника Кокеля,  Дойна Спырку, Марьоара Попеску, Йоана Олтяну, Элисабета Липэ, Дойна Игнат и рулевая Елена Джорджеску, в решающем финальном заезде пришла к финишу первой, опередив ближайших преследовательниц из Канады более чем на четыре секунды, и тем самым завоевала золотую олимпийскую медаль.
После атлантской Олимпиады Тэнасе ещё в течение некоторого времени оставалась в составе гребной команды Румынии и продолжала принимать участие в крупнейших международных регатах. Так, в 1997 году в восьмёрках она была лучшей на трёх этапах Кубка мира, тогда как на чемпионате мира в Эгбелете добавила в послужной список серебряную и золотую награды, полученные в безрульных четвёрках и рулевых восьмёрках соответственно. Вскоре по окончании этого сезона приняла решение завершить спортивную карьеру.
Замужем за известным румынским гребцом Юликэ Руйканом, олимпийским чемпионом, трёхкратным чемпионом мира.